# Insigne de pilote militaire (Prusse)

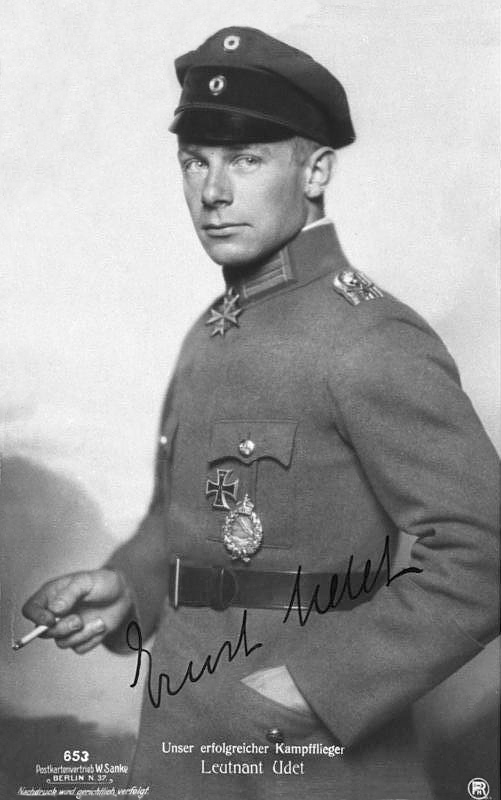
Insigne d'Ernst Udet sur la poitrine gauche sous la croix de fer

L'insigne de pilote militaire est créé le 27 janvier 1913 par l'empereur Guillaume II. Il peut être décerné aux officiers, sous-officiers et hommes de troupe qui, après avoir passé les deux examens prescrits pour les pilotes d'avion et après avoir achevé leur formation dans une station d'aviation militaire, ont obtenu le certificat d'aptitude de pilote d'avion militaire à délivrer par l'Inspection des transports militaires aériens et automobiles .
L'insigne très ovale montre un paysage vallonné avec des bâtiments au milieu, sur lequel un Rumpler Taube vole vers la droite. Il est entouré d'une couronne de feuilles de chêne (à droite) et de laurier (à gauche) et couronné par la couronne impériale. La décoration est portée comme un insigne sur la poitrine gauche.